# TESOL International Association

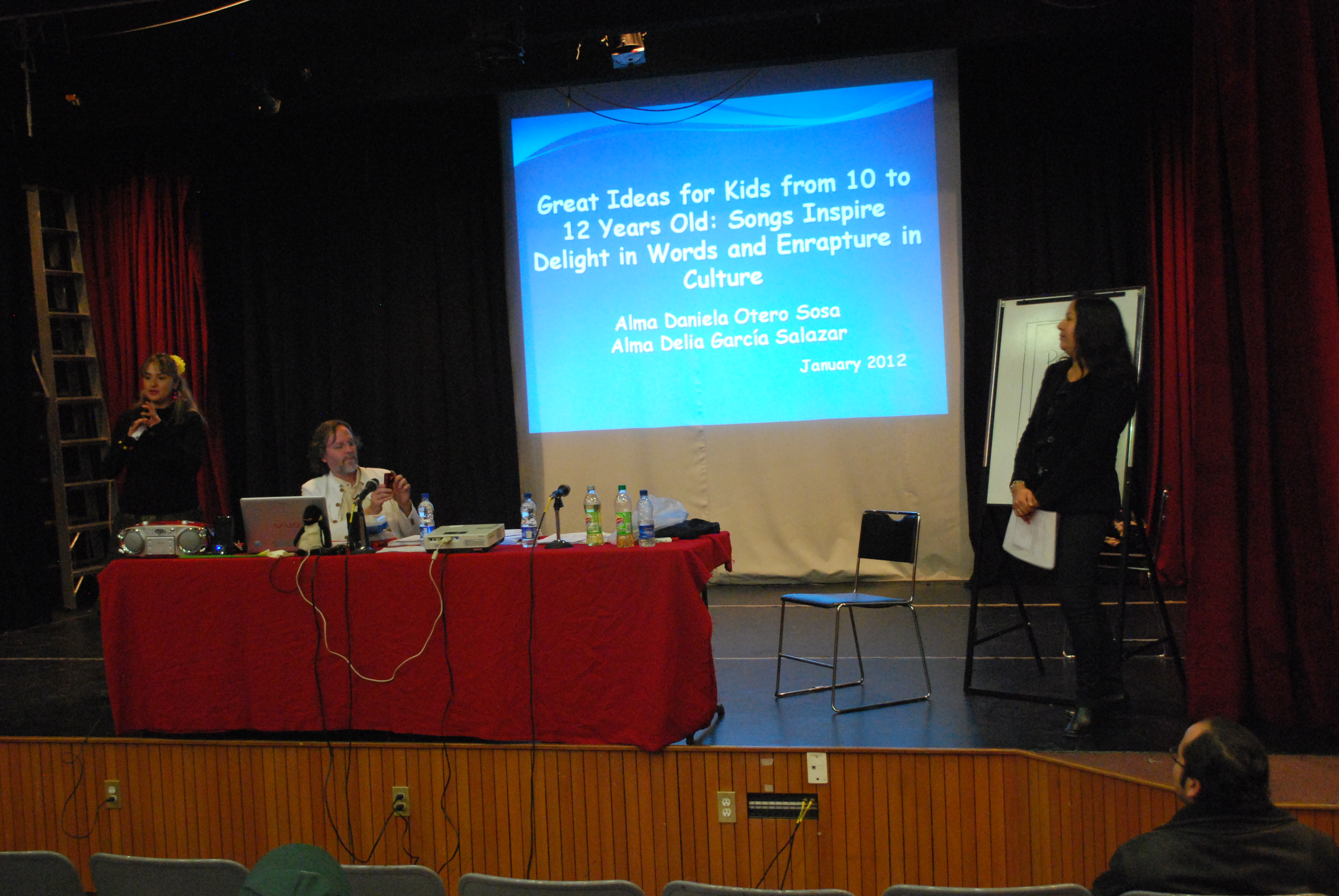
Presentación de un evento de MexTESOL, el capítulo de TESOL International Association en Ciudad de México

TESOL International Association es una organización sin fines de lucro que tiene como misión el avance de la experticia en la enseñanza del inglés para hablantes de otras lenguas a nivel mundial. Está localizada en Estados Unidos, con filiares en Argentina, Brasil,, Corea, México, Panamá, Paraguay, Sudán, Uruguay y en otros países con eventos internacionales.

## Historia
La organización fue creada ante la ausencia de una única organización que nucleara e incluyera a prefesionales (administrativos y docentes) de la enseñanza del inglés de alcance global. Se estableció como una organización profesional independiente en 1966 con la ayuda de 5 organizaciones: The Center for Applied Linguistics, The Modern Language Association of America, The National Association of Foreign Student Affairs, The National Council of Teachers of English y The Speech Association of America.
Su primera conferencia tuvo lugar en Tucson en 1964 y la segunda se desarrolló en San Diego en 1965.
En 2011, el Bureau de Asuntos Educativos y Culturales (Bureau of Educational and Cultural Affairs) del Departamento de Estado de los Estados Unidos y TESOL International Association llegaron a un acuerdo de utilización de recursos materiales y humanos para la mejora de la enseñanza y del aprendizaje del inglés como lengua extranjera.
En 2014, TESOL International Association firmó un acuerdo con Oxford University Press para promover recursos gramaticales a los estudiantes y docentes de inglés como lengua extranjera.

## Organización
TESOL International Association cuenta con una mesa directiva constituida por 12 miembros electos por los miembros de la organización.
El comité ejecutivo está formado por el presidente, el presidente electo y el presidente previo. Se reúnen 3 veces por año.
Asimismo, TESOL International Association cuenta con un 17 comités operativos actuantes que implementan planes estratégicos y llegan a acuerdos con otras organizaciones. Cada comité tiene, a su vez una directiva y una página de su grupo en la comunidad TESOL.

## Misión y valores
Su lema es "Avanzando a la excelencia en la enseñanza del idioma inglés"
Credo de TESOL International Association:
- Profesionalismo en la enseñanza del lenguaje
- Interacción entre la investigación y la práctica para la mejora educativa
- Enseñanza de alta calidad y accesible
- Respeto a la diversidad, al multilingualismo y al multiculturalismo
- Respeto a los derechos individuales del lenguaje
- Colaboración en una comunidad global.

Valores fundamentales:
- Responsabilidad
- Calidad
- Colaboración
- Integridad[16]

## Premios y becas
TESOL International Association brinda becas y premia a algunos de sus integrantes.
- Premio TESOL a la excelencia y al servicio

- Beca de ayuda económica

- Beca para la asistencia a la Convención[17]

## Publicaciones
TESOL International Association cuenta con las siguientes publicaciones:
- TESOL Journal
- TESOL Quarterly
- TESOL Connections
- TESOL´s Website[18]